# Riedhammer (Unternehmen)
Die Riedhammer GmbH ist ein international tätiges Unternehmen, das Hochtemperaturöfen (Temperaturbereich von 800 °C bis 2000 °C) im Bereich Industrieanlagenbau entwickelt, produziert und vertreibt. Der Sitz des Unternehmens ist in der mittelfränkischen Stadt Nürnberg. Riedhammer ist in die weltweit tätige Sacmi-Gruppe, Imola, Italien eingebunden. Im Geschäftsjahr 2020 erzielte das Unternehmen Umsatzerlöse in Höhe von knapp 108,2 Millionen Euro.

## Unternehmensgeschichte

### Gründung und Anfangsjahre
Das Unternehmen wurde 1924 von Ludwig Riedhammer für die Entwicklung und Herstellung von industriellen Brennöfen für Kunstkohle gegründet. Zu diesem Zeitpunkt hatte Riedhammer drei Mitarbeiter. In den Dreißigerjahren begann das Unternehmen mit der Produktion von elektrisch beheizten Ofenanlagen für das Brennen von Porzellan. 1939 schloss Riedhammer eine Lizenzvereinbarung mit dem japanischen Mitsubishi-Konzern.
Ab den Fünfzigerjahren erweiterte Riedhammer seinen Produktbereich, etwa durch Ofenanlagen zum Kalzinieren und Sintern von Hart- und Weichferriten. 1965 führte Riedhammer in Deutschland den ersten Schnellbrand-Tunnelofen für Porzellan ein.

### Unternehmenstätigkeit ab 1985
1985 erwarb Riedhammer ein Gelände in Nürnberg und renovierte dort ein unter Denkmalschutz stehendes Gebäude, um den Standort zukünftig für die Produktion zu nutzen. 1992 gründete das Unternehmen die Riedhammer Japan Co Ltd. als Tochterunternehmen mit Sitz in Tokyo. Ende der Neunzigerjahre hatte Riedhammer rund 200 Patente registriert.
Im Jahr 2000 beteiligte sich Riedhammer an der Stiftungsinitiative der deutschen Wirtschaft zur Entschädigung ehemaliger Zwangsarbeiter. 2002 verschmolz die Georg Mendheim GmbH, Nürnberg mit Riedhammer.
2004 übernahm Riedhammer den Bereich Ofenbau des luxemburgischen Unternehmens Laeis GmbH. Ein Jahr später erwarb das Unternehmen die „Open Top“-Technologie für das Brennen von Anoden. 2007 und 2008 patentierte Riedhammer einen Tiefofen sowie 2008 einen Industrieofen.

### Übernahme durch die Sacmi-Gruppe
In den Jahren 2000 und 2002 verringerte sich die Anzahl der Aufträge. In der Folge reduzierte Riedhammer die Mitarbeiterzahl auf 270 Tätige im Jahr 2001, während in den Siebzigerjahren noch etwa 530 Mitarbeiter für das Unternehmen tätig waren. Zum Januar 2001 erwarb die italienische Sacmi-Gruppe, ein Anlagenbauer im Bereich keramische Industrie, im Rahmen einer Minderheitsbeteiligung 30 Prozent des Unternehmens. Im Frühjahr des Jahres 2004 gab Riedhammer bekannt, dass Sacmi aufgrund der wirtschaftlichen Lage des Unternehmens seine Beteiligung erhöhen werde. Sacmi forderte im Zuge der Übernahme eine Reduzierung der Mitarbeiterzahl von 240 auf 105 Tätige sowie die Streichung von Lohnanteilen. Im Juli 2004 vereinbarten die Unternehmen, dass Sacmi 90 Prozent von Riedhammer übernehmen werde, die restlichen zehn Prozent blieben im Besitz der Familie. Peter Riedhammer, der das Unternehmen in dritter Generation führte, blieb bis 2023 weiter in seiner Funktion tätig. Die Geschäftsführung wurde mit Stefano Lanzoni und Carlo Marzi ergänzt. Im selben Jahr schloss Riedhammer den Produktionsstandort in Nürnberg, um sich zukünftig stärker auf Ingenieurdienstleistungen auszurichten. Aufgrund der Übernahme durch Sacmi konnte die drohende Insolvenz des Unternehmens verhindert werden.

### Entwicklungen ab 2005
Nachdem nach eigener Aussage seit Mitte 2005 die Auftragseingänge rückläufig waren, reduzierte Riedhammer 2007 erneut Stellen. 2012 entwickelte das Unternehmen einen Herdwagenofen für den Bereich Carbon sowie einen Herdwagenofen für die thermische Behandlung von Graphitprodukten. 2015 hatte das Unternehmen seit seiner Gründung über 9.000 Wärmebehandlungslagen hergestellt. Im Folgejahr führte Riedhammer 3D-basierte Konstruktionssysteme, die Anlagen als Gesamtmodell darstellen, ein.

## Unternehmensstruktur und Unternehmensbereiche
Im Jahr 2021 erwirtschaftete Riedhammer einen Umsatz in Höhe von 90,5 Millionen Euro, wobei sich dieser auf die Unternehmensbereiche Anlagen (84,3 Millionen Euro), Ersatzteile (5,9 Millionen Euro) sowie sonstige Bereiche (243.000 Euro) verteilte. Die Tochtergesellschaft des Unternehmens ist die Riedhammer Japan Co. Ltd. Die Geschäftsführer sind Matthias Uhl und Stefano Lanzoni.
Der Einkauf von Rohstoffen und Handelswaren, Zukaufteilen sowie Bau- und Dienstleistungen erfolgt zum Teil über die Konzernmutter in Italien. Ergänzend unterhält Riedhammer einen eigenständigen Einkauf für weitere Einkaufswaren.
| Jahr                           | 2013 | 2014 | 2015 | 2016 | 2017 | 2018 | 2019 | 2020  | 2021 |
| ------------------------------ | ---- | ---- | ---- | ---- | ---- | ---- | ---- | ----- | ---- |
| Umsatzerlöse in Millionen Euro | 44,9 | 39,9 | 36,3 | 74,5 | 36,6 | 56,9 | 84,2 | 108,2 | 90,5 |

Einzelnachweise:
| Jahr               | 2013 | 2014 | 2015 | 2016 | 2017 | 2018 | 2019 | 2020 | 2021 |
| ------------------ | ---- | ---- | ---- | ---- | ---- | ---- | ---- | ---- | ---- |
| Anzahl Mitarbeiter | 125  | 123  | 135  | 133  | 135  | 141  | 145  | 141  | 143  |

Einzelnachweise:

### Produkte
Riedhammer produziert und entwickelt Öfen (etwa Tunnelofenanlagen und Rollenöfen sowie Tiefofenanlagen) für Feinkeramik, Werkstoffe (beispielsweise Carbon), technische Keramik und Feuerfestkeramik.
Zu den Kunden des Unternehmens zählen ausschließlich Unternehmen aus dem industriellen Bereich, darunter die Keramikindustrie, Teilbereiche der chemischen Industrie sowie die Aluminium- und Stahlindustrie. Riedhammer entwickelt darüber hinaus Technologien für die Schaumglasherstellung im Bereich Wärmedämmung und überholt Anlagen, etwa um Schadstoffe und Emissionen zu reduzieren sowie den Energieverbrauch zu senken. Das Unternehmen verkauft außerdem Recycling-Komplettanlagen für Lithium-Ionen-Batterien sowie Rollen- und Drehrohröfen für die Lithium-Batterie-Industrie.

### Anwendungsgebiete
Riedhammer entwickelt Produkte, die beispielsweise in der Herstellung von Anoden, Elektroden und Kathoden aus Kunstkohle sowie im Rahmen der Formbegebungstechnologie im Bereich Sanitärkeramik Anwendung finden. Die Großraumherdwagenöfen des Unternehmens werden zum Beispiel für die Herstellung von Carbon-Produkten verwendet.

### Forschung
Im Rahmen seiner Forschungs- und Entwicklungsaktivitäten kooperiert Riedhammer unter anderem mit deutschen Universitäten. Das Unternehmen hat ein eigenes Labor für thermische Anlagen sowie Brenntests und entwickelt Technologien zur Herstellung von Brennstoffzellen.

## Projekte (Auswahl)
In den Jahren 2005 und 2008 lieferte Riedhammer an das ägyptische Duravit Werk Herdwagenöfen zum Brennen von Sanitärkeramik. 2008 produzierte das Unternehmen zudem offene Brennöfen für Anoden sowie Kräne, Förderanlagen und Feuerungssysteme für Kazahkstan Aluminum Smelter JSC, Kasachstan.
2018 belieferte Riedhammer das Marktredwitzer Unternehmen RHI Magnesita Deutschland mit einem Temperofen für Schieberprodukte. 2023 begann Riedhammer mit der Entwicklung eines Elektroofens, der am Duravit-Standort im kanadischen Québec eingesetzt werden soll, um Sanitärkeramik klimaneutral zu brennen.

## Mitgliedschaften (Auswahl)
Riedhammer ist Mitglied der Upcell European Battery Manufacturing Alliance sowie Partnerunternehmen des Nürnberger Fördervereins International Co-operative Studies (ICS). Darüber hinaus ist das Unternehmen Mitglied im Verband Deutscher Maschinen- und Anlagen e.V. (VDMA).